# Amphoe Bang Kruai
Amphoe Bang Kruai (Thai: อำเภอบางกรวย}, Aussprache: ʔāmpʰɤ̄ː bāːŋ krūaj) ist ein Landkreis (Amphoe) der Provinz Nonthaburi. Die Provinz Nonthaburi liegt in der Mitte von Zentralthailand.

## Geographie
Die benachbarten Amphoe sind im Uhrzeigersinn von Norden aus: die Amphoe Bang Yai und Mueang Nonthaburi der Provinz Nonthaburi. Im Osten und Süden schließen sich die Distrikte (Khet) Bang Phlat, Taling Chan und Thawi Watthana von Bangkok an. Im Westen liegt Amphoe Phutthamonthon der Provinz Nakhon Pathom.

## Geschichte
Der Landkreis wurde 1904 unter dem Namen Bang Yai angelegt. Aufgrund seiner Größe war er jedoch schlecht zu verwalten. Daher wurde 1917 der nördliche Teil abgespalten und zum Unterbezirk (King Amphoe) Bang Mae Nang ernannt. Bang Mae Nang erhielt 1921 den Amphoe-Status.
Am 19. Oktober 1930 wurde der Amphoe Bang Yai in Bang Kruai umbenannt, gleichzeitig wurde Bang Mae Nang wieder zurück in den alten Namen Bang Yai umbenannt.

## Wirtschaft
- Ausgewählte OTOP-Produkte des Landkreises:
  - Bencharong-Keramik („Fünf-Farben-Keramik“, เบญจรงค์)[2]
  - Kosmetik-Produkte[3]
  - Thai-Curry-Pasten[4]

## Religion
- Wat Chalo (วัดชลอ)
- Wat Bang Krai Nai (วัดบางไกรใน)
- Wat Bang Khanun (วัดบางขนุน)
- Wat Kaeo Fa (วัดแก้วฟ้า)
- Wat Lamut Nai (วัดละมุดใน)
- Wat Sing (วัดสิงห์)

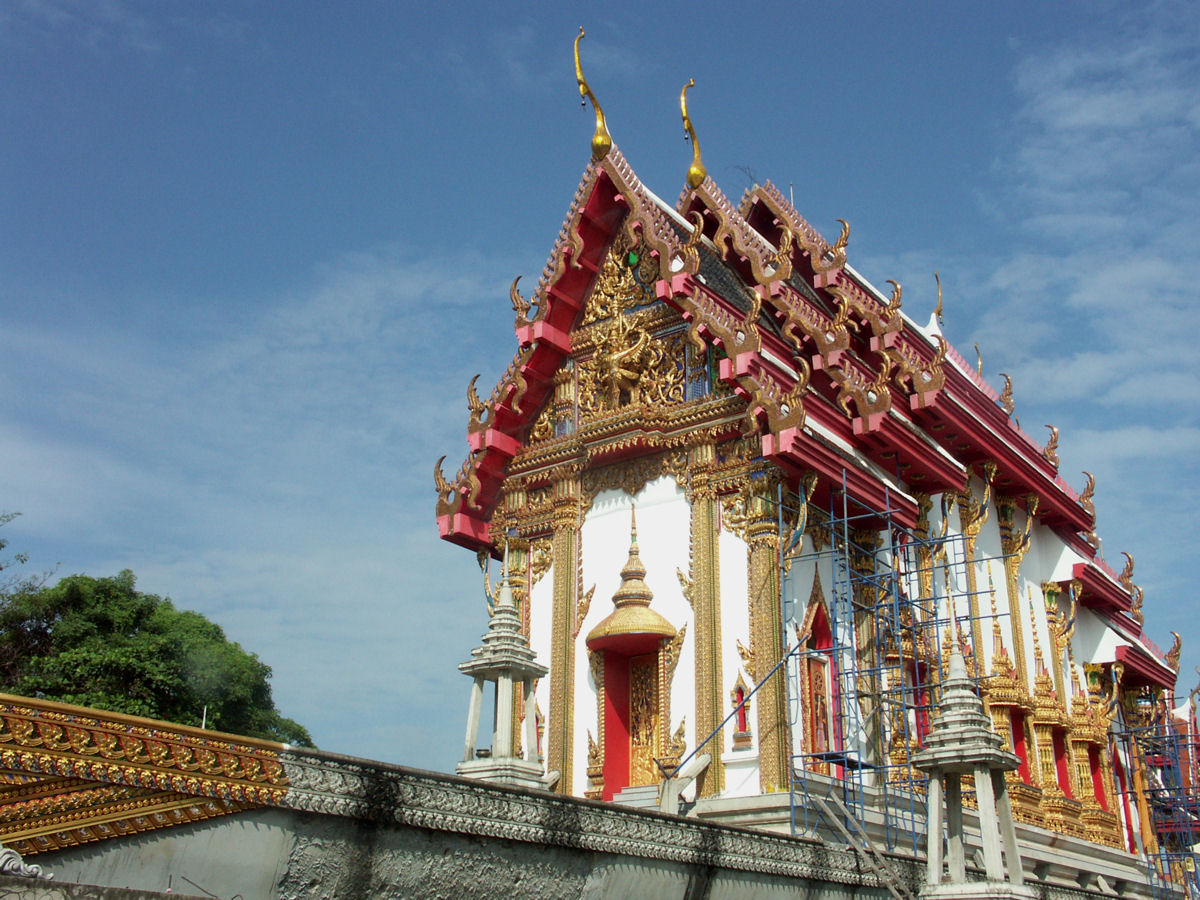
Wat Chalo
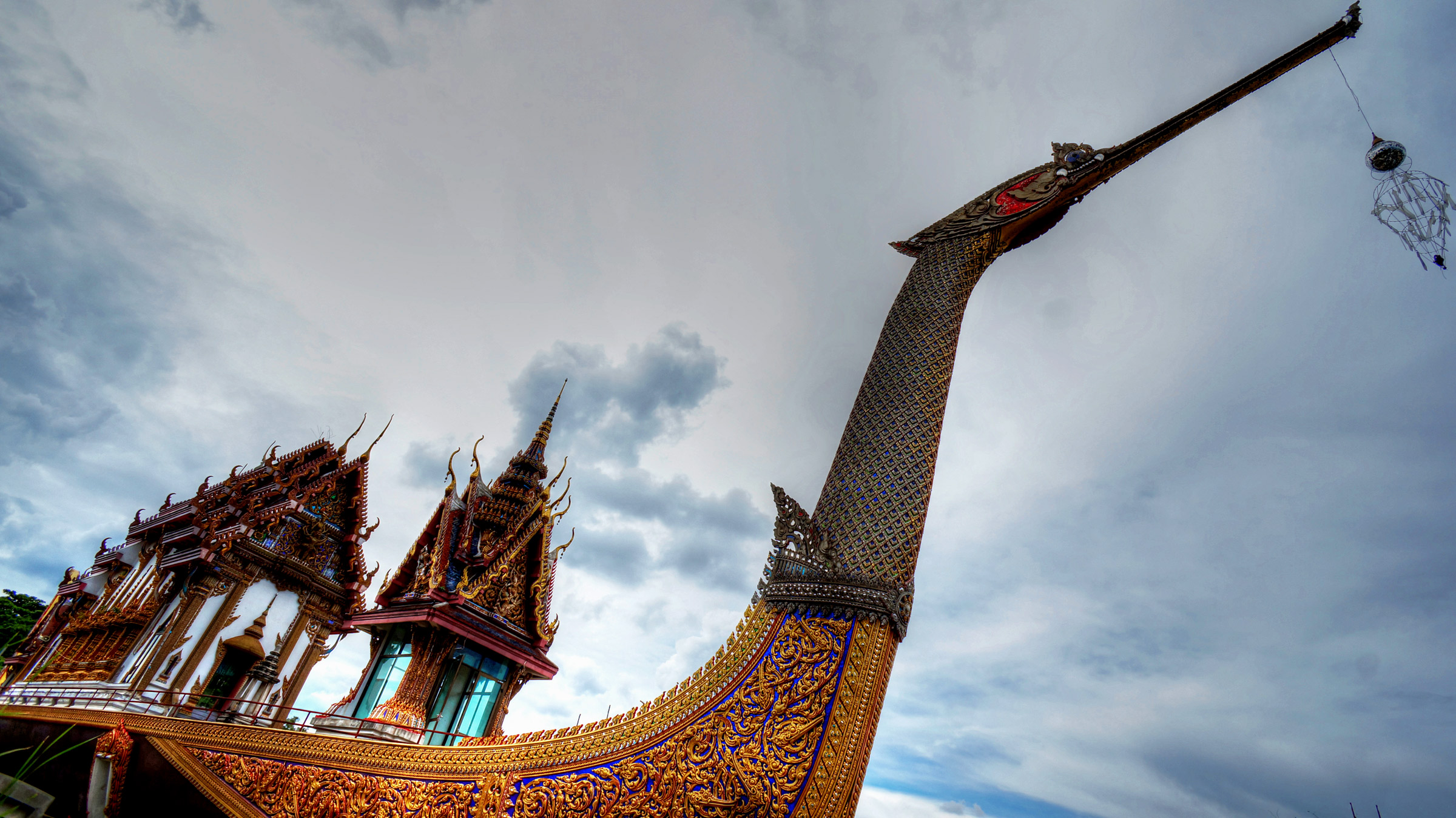
Wat Chalo
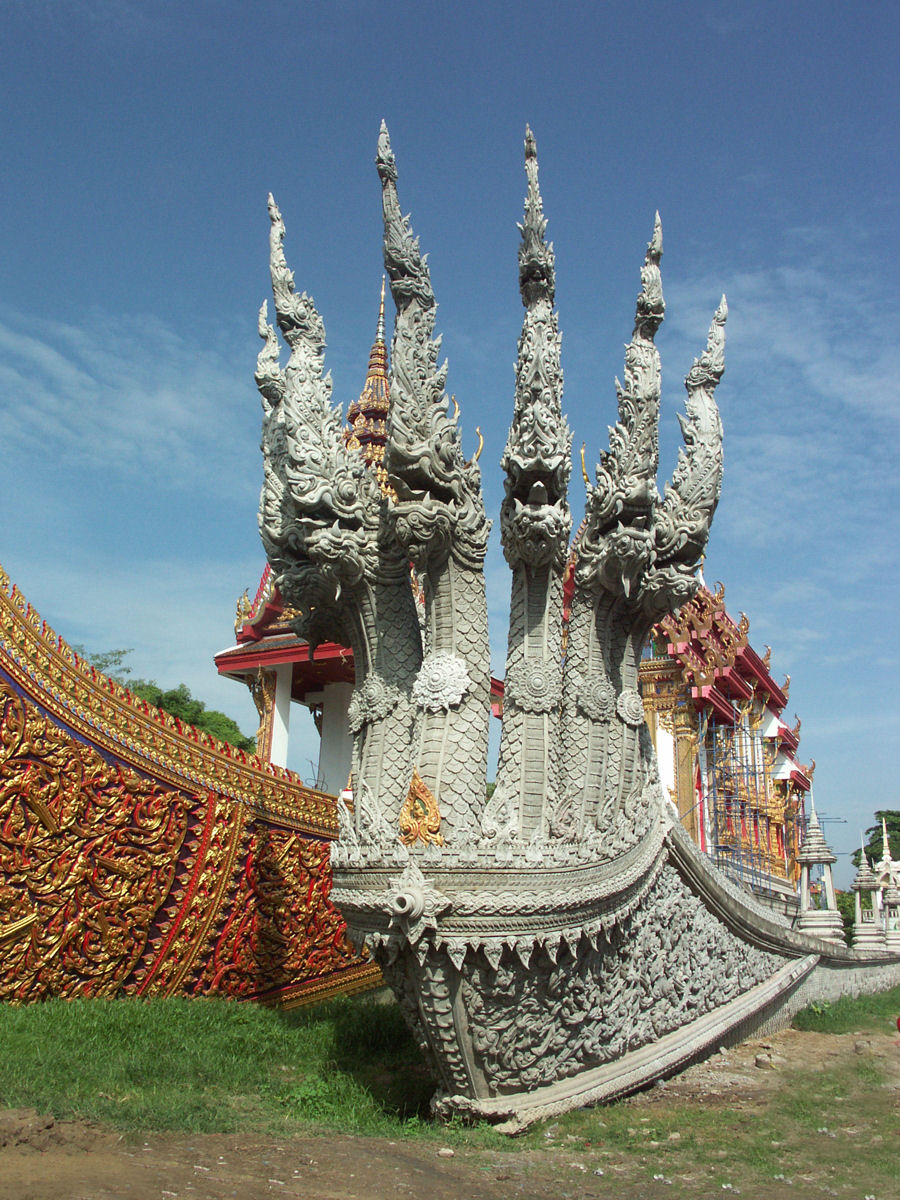
Wat Chalo
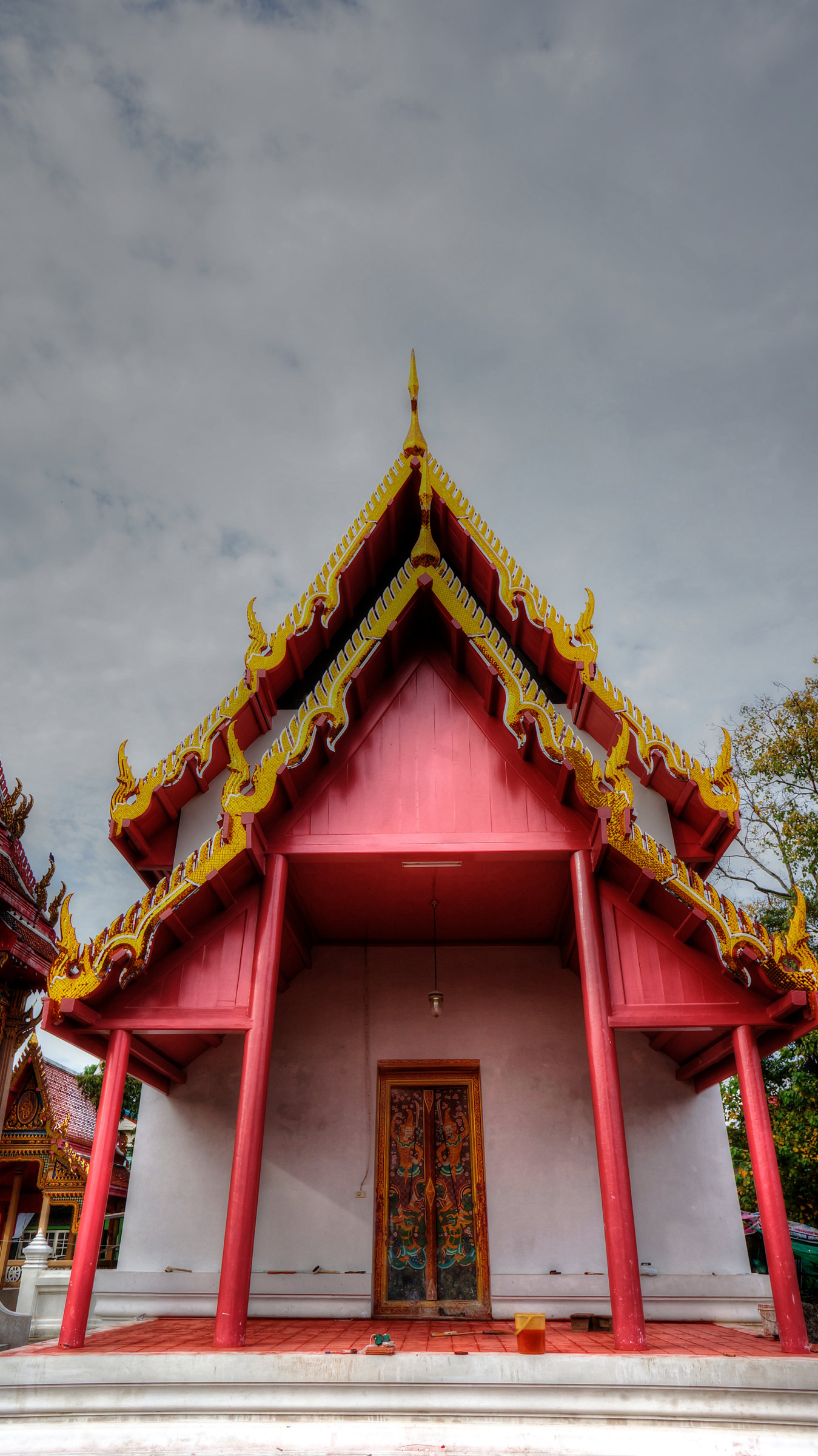
Wat Bang Krai Nai
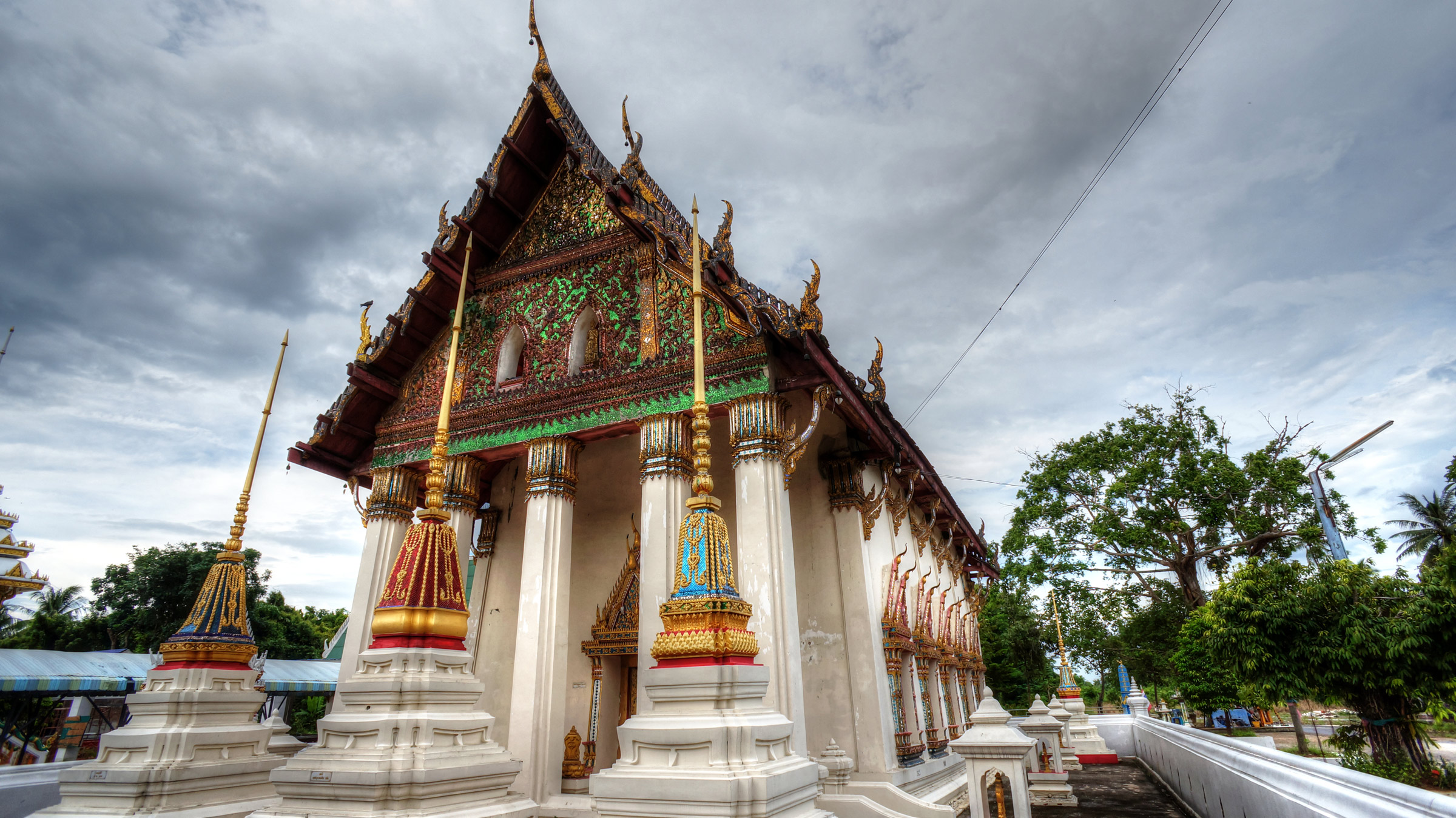
Wat Bang Khanun
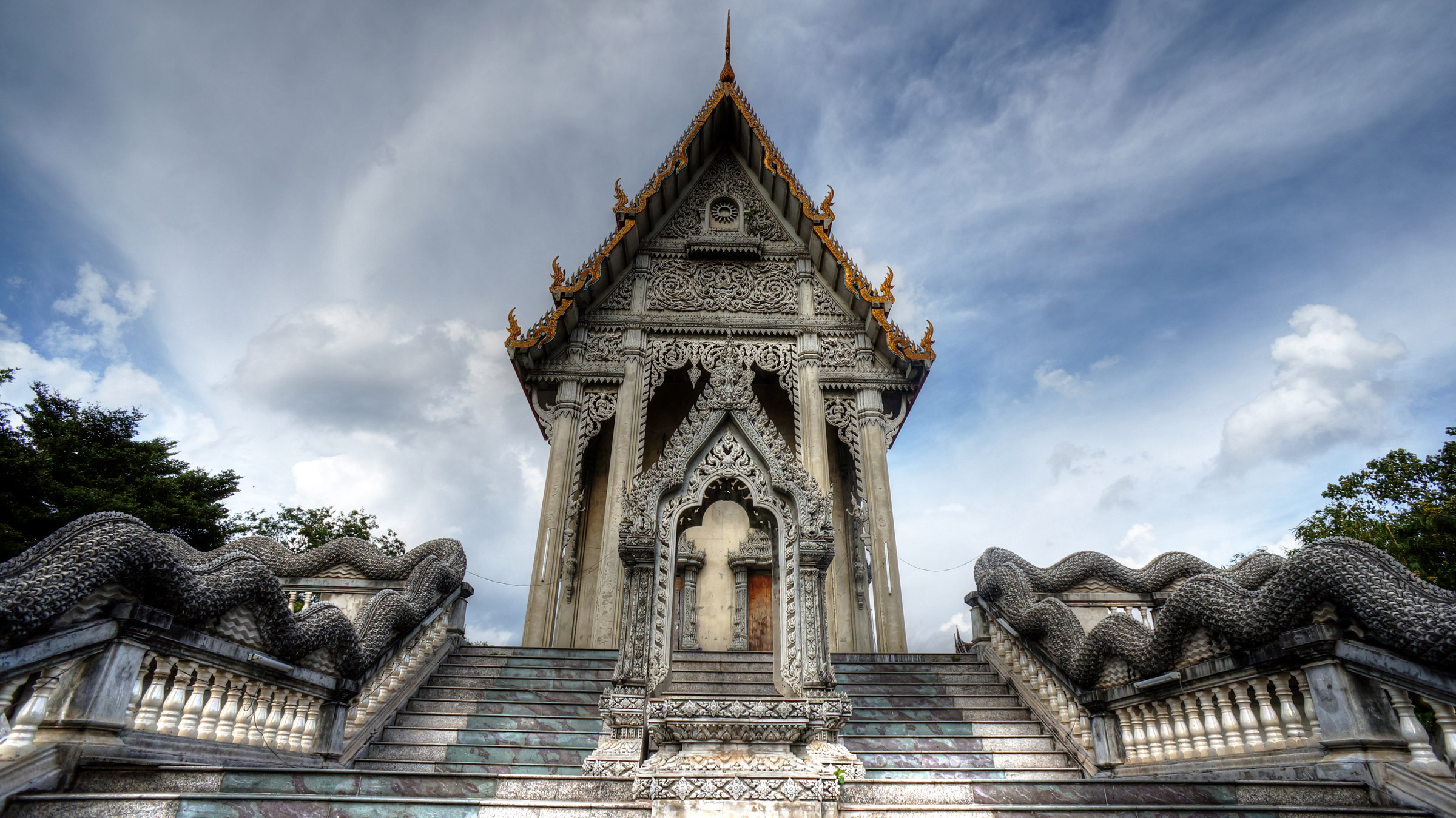
Wat Kaeo Fa
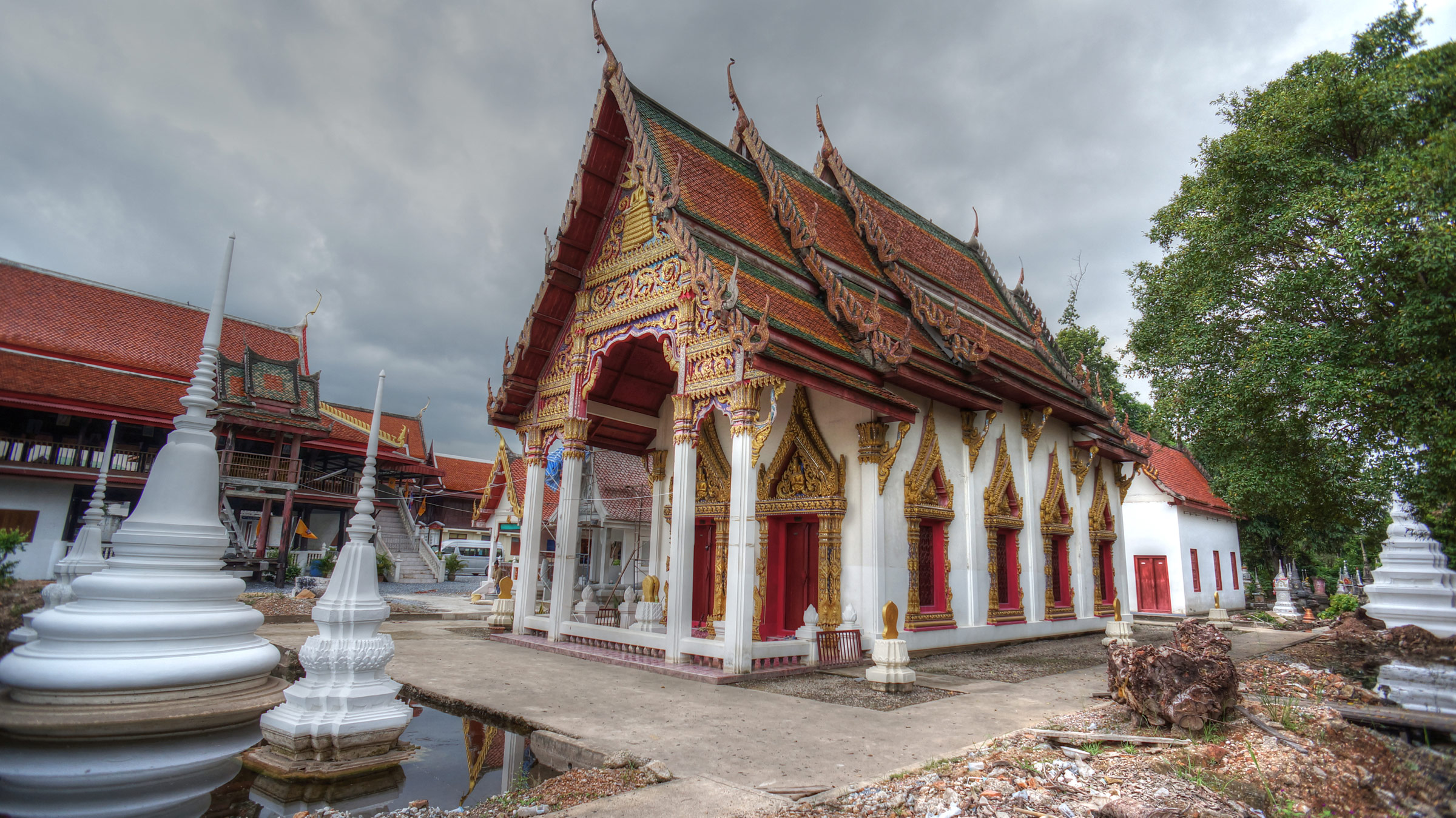
Wat Lamut Nai
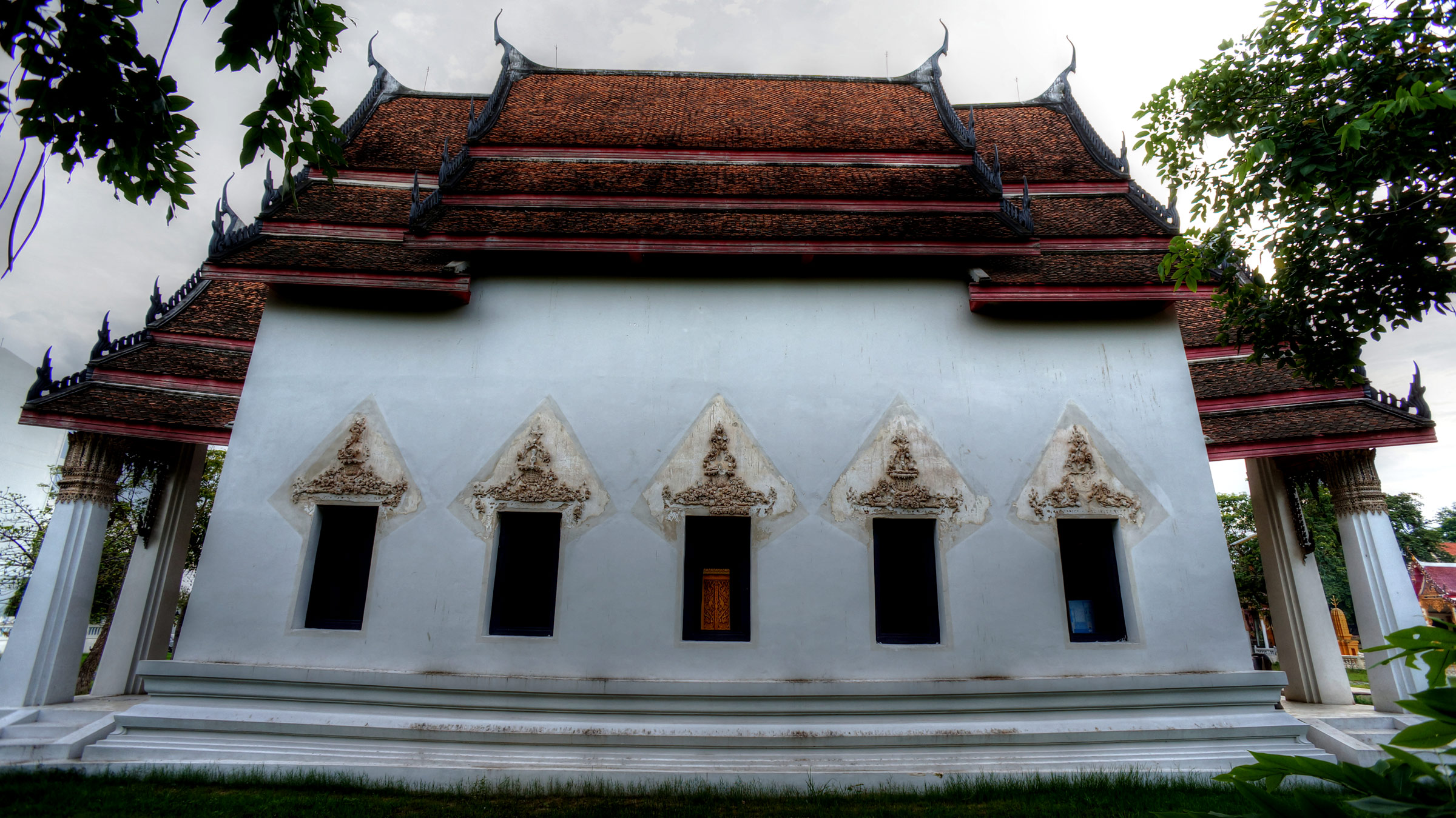
Wat Sing

## Verwaltung

### Provinzverwaltung
Der Landkreis Bang Kruai ist in neun Tambon („Unterbezirke“ oder „Gemeinden“) eingeteilt, die sich weiter in 60 Muban („Dörfer“) unterteilen.
| Nr. | Name           | Thai     | Muban | Einw.  |
| --- | -------------- | -------- | ----- | ------ |
| 01. | Wat Chalo      | วัดชลอ    | 10    | 14.055 |
| 02. | Bang Kruai     | บางกรวย  | 09    | 27.544 |
| 03. | Bang Si Thong  | บางสีทอง  | 05    | 09.823 |
| 04. | Bang Khanun    | บางขนุน   | 05    | 04.825 |
| 05. | Bang Khun Kong | บางขุนกอง | 06    | 09.432 |
| 06. | Bang Khu Wiang | บางคูเวียง | 07    | 08.894 |
| 07. | Maha Sawat     | มหาสวัสดิ์  | 07    | 16.811 |
| 08. | Plai Bang      | ปลายบาง  | 05    | 16.327 |
| 09. | Sala Klang     | ศาลากลาง | 06    | 11.270 |

### Lokalverwaltung
Es gibt eine Kommune mit „Stadt“-Status (Thesaban Mueang) im Landkreis:
- Bang Kruai (Thai: เทศบาลเมืองบางกรวย) bestehend aus den kompletten Tambon Wat Chalo, Bang Kruai.

Es gibt drei Kommunen mit „Kleinstadt“-Status (Thesaban Tambon) im Landkreis:
- Bang Si Thong (Thai: เทศบาลตำบลบางสีทอง) bestehend aus dem kompletten Tambon Bang Si Thong.
- Plai Bang (Thai: เทศบาลตำบลปลายบาง) bestehend aus den kompletten Tambon Bang Khu Wiang, Plai Bang und Teilen des Tambon Maha Sawat.
- Sala Klang (Thai: เทศบาลตำบลศาลากลาง) bestehend aus dem kompletten Tambon Sala Klang.

Außerdem gibt es drei „Tambon-Verwaltungsorganisationen“ (องค์การบริหารส่วนตำบล – Tambon Administrative Organizations, TAO)
- Bang Khanun (Thai: องค์การบริหารส่วนตำบลบางขนุน) bestehend aus dem kompletten Tambon Bang Khanun.
- Bang Khun Kong (Thai: องค์การบริหารส่วนตำบลบางขุนกอง) bestehend aus dem kompletten Tambon Bang Khun Kong.
- Maha Sawat (Thai: องค์การบริหารส่วนตำบลมหาสวัสดิ์) bestehend aus Teilen des Tambon Maha Sawat.